# Jakub Dyjas
Jakub Dyjas (ur. 9 października 1995 w Koszalinie) – polski tenisista stołowy, olimpijczyk z Rio de Janeiro (2016), mistrz Polski w 2018, 2020, 2022 i 2023 roku w grze pojedynczej, trzykrotny medalista mistrzostw Europy.
- Miejsce w światowym rankingu ITTF: 85 (stan na marzec 2023)[1]

## Kariera sportowa
Jest wychowankiem KTS Koszalinianin, od 2009 reprezentował barwy AZS Gdańsk, w 2013 został zawodnikiem niemieckiej drużyny TTC Schwalbe Bergneustadt, od 2015 występuje w zespole TTF Liebherr Ochsenhausen.
Odnosił sukcesy w kategoriach młodzieżowych - na mistrzostwach Europy kadetów w 2010 zdobył srebrny medal w grze pojedynczej i brązowy medal w turnieju drużynowym, na mistrzostwach Europy juniorów w 2011 został wicemistrzem w grze podwójnej (z Konradem Kulpą), na mistrzostwach Europy juniorów w 2012 wywalczył złoto w grze podwójnej (z Konradem Kulpą) i brązowy medal w turnieju drużynowym, na mistrzostwach Europy juniorów i mistrzostwach świata juniorów w 2013 wywalczył brązowe medale w grze podwójnej (w obu startach z Patrykiem Zatówką) i turniejach drużynowych, w tym samym zwyciężył także w turnieju Europa Top10.
Reprezentował Polskę na igrzyskach olimpijskich w 2016 (indywidualnie odpadł w II rundzie, w turnieju drużynowym w I rundzie), startował także na mistrzostwach świata seniorów w 2015 (indywidualnie odpadł w 1/64, w grze podwójnej odpadł w 1/16) oraz drużynowych mistrzostwach świata w 2016, gdzie zajął z reprezentacją miejsce 9-12.
W 2014, 2016, 2017 i 2023 został mistrzem Polski seniorów w grze podwójnej. Ponadto w 2013 zdobył wicemistrzostwo Polski w grze mieszanej, w 2012 i 2015 brązowe medale MP w grze podwójnej, w 2014 brązowy medal mistrzostw Polski w grze mieszanej. W 2016 został brązowym medalistą mistrzostw Europy w singlu i srebrnym w deblu w parze z Danielem Górakiem. W 2018, 2020, 2022 i 2023 roku został Mistrzem Polski seniorów w grze pojedynczej. W 2017 roku był brązowym medalistą Mistrzostw Polski w grze pojedynczej i złotym medalistą w grze podwójnej z Danielem Górakiem zaś w 2018 roku brązowym medalistą w grze podwójnej z Danielem Górakiem. W 2020 roku ponownie zdobył brązowy medal w grze podwójnej tym razem z Damianem Węderlichem. Dnia 26.03.2023 na zawodach rozgrywanych w Płocku został mistrzem Polski w singlu oraz w deblu grając w parze z Patrykiem Lewandowskim.
W 2023 podczas turnieju WTT Feeder w Otocec zdobył srebrny medal w grze podwójnej (w parze z Miłoszem Redzimskim).